# Hemitrygon
Hemitrygon ist eine Gattung aus der Familie der Stechrochen (Dasyatidae), die an der Küste des Indopazifik zwischen Indien und Indonesien und nördlich bis an die Küste von Korea und der japanischen Hauptinsel Honshū vorkommt. Eine Art, Hemitrygon fluviorum, lebt an der Nord- und Ostküste Australiens, sowie an der Südküste von Neuguinea, eine weitere, der Laos-Stechrochen (Hemitrygon laosensis), kommt im Süßwasser in den Flüssen Mae Nam Chao Phraya und Mekong in Thailand und Laos vor.

## Merkmale
Hemitrygon-Arten sind kleine bis mittelgroße Rochen, die eine Körperscheibenbreite von 34 bis 93 cm erreichen. Die Körperscheibe ist mehr oder weniger rhombisch, die äußeren Enden der Brustflossen breit oder kurz abgerundet. Die Bauchflossen sind mittelgroß bis groß und ragen leicht über die Körperscheibe hinaus. Die Schnauze ist weitwinkelig zugespitzt oder mäßig lang. Die leicht hervorstehen Augen sind klein bis sehr klein. Das Maul ist schmal bis mittelgroß und von einer bis sieben Oralpapillen umgeben von denen üblicherweise drei mittig positioniert sind. Der Schwanz ist kurz oder peitschenartig und lang. Seine Länge kann das 0,8- bis 2,9-Fache des Körperscheibendurchmessers erreichen. Die Schwanzbasis ist im Querschnitt oval und nicht besonders breit. Der Schwanz besitzt eine niedrige dorsale Hautfalte, die meistens zu einem Grat reduziert ist und eine ventrale Hautfalte, die kurz oder lang sein kann. Der Stachel sitzt weit vorne auf dem Schwanz, weitere Schwanzdornen können vorhanden sein oder fehlen. Auf der Körperscheibe findet sich eine mittige Dornenreihe, die aber auch fehlen kann. Die Rückenhaut ist glatt oder ist fleckig mit Dentikeln bedeckt. Schulterdentikel können vorhanden sein oder fehlen. Auf dem Rücken sind die Hemitrygon-Arten einfarbig, die Bauchseite ist weiß. Die Ränder der Körperscheibe können gelblich oder orange sein. Der Schwanz ist hinten normalerweise schwärzlich.

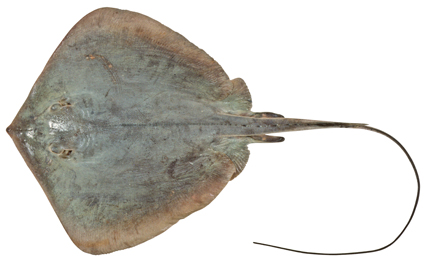
Hemitrygon fluviorum

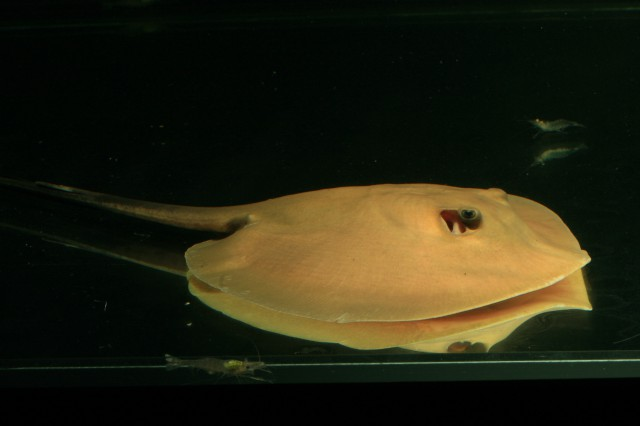
Hemitrygon laosensis

## Arten
Gegenwärtig (Juli 2020) werden elf  Arten in die Gattung Hemitrygon gestellt:
- Hemitrygon akajei (Müller & Henle, 1841),
- Hemitrygon bennettii (Müller & Henle, 1841),
- Hemitrygon fluviorum (Ogilby, 1908),
- Hemitrygon izuensis (Nishida & Nakaya, 1988),
- Hemitrygon laevigata (Chu, 1960),
- Laos-Stechrochen (Hemitrygon laosensis (Roberts & Karnasuta, 1987)),
- Hemitrygon longicauda (Last & White, 2013),
- Hemitrygon navarrae (Steindachner, 1892),
- Hemitrygon parvonigra (Last & White, 2008),
- Hemitrygon sinensis (Steindachner, 1892).
- Hemitrygon yemenensis Moore et al., 2020[5]

Die Gattung benötigt eine Revision, einige der zurzeit als valide betrachteten Arten sind möglicherweise Synonymbeschreibungen, während andere noch nicht beschrieben wurden.

## Systematik
Die Gattung Hemitrygon wurde Mitte 1838 durch Johannes Müller und Jakob Henle als Untergattung von Trygon eingeführt, später aber zusammen mit Trygon mit Dasyatis synonymisiert. Mitte 2016 wurde die Gattung durch den australischen Meeresbiologen Peter R. Last, den US-amerikanischen Fischkundler Gavin J. P. Naylor und einen weiteren Kollegen für zehn indopazifische Stechrochenarten wieder eingeführt. Typusart der Gattung ist Hemitrygon bennettii (Müller & Henle, 1841).